# (84417) Ritabo
(84417) Ritabo (2002 TE202) – planetoida z pasa głównego asteroid okrążająca Słońce w ciągu 4,43 lat w średniej odległości 2,7 j.a. Odkryta 5 października 2002 roku.